# Rouba
Rouba est un prénom féminin d'origine arabe.

## Étymologie
Le prénom Rouba provient du pluriel de "Rawabi" qui lui-même est le pluriel d'un autre mot "Rabiya", qui signifie une Colline ou un petit Mont fertile, verdoyant...
Rouba représente le printemps, la verdure et la fertilité, c'est un prénom musical qui signifie Collines[réf. nécessaire].

## Répartition géographique
Le prénom Rouba est principalement porté en Algérie (plus de 5 000 occurrences). Il est aussi présent au Maroc (environ 200 occurrences), en Biélorussie (environ 100 occurrences), aux États-Unis (moins de 100 occurrences) et dans d'autres pays.

## Personnalités portant ce prénom
- Rouba (en) (née en 1975), chanteuse libanaise.